# Hadi Soua'an Al-Somaily
Hadi Soua'an Al-Somaily (em árabe: هادي صوعان الصميلي‎), (Ta’if, 30 de dezembro de 1976) é um antigo atleta saudita, especialista em 400 metros com barreiras. 
Al-Somaily cometeu a proeza de ganhar a primeira medalha de prata para a Arábia Saudita nos Jogos Olímpicos de Sydney 2000, com um novo recorde asiático de 47.53 s, que constitui ainda hoje a 15ª melhor marca mundial de sempre.  Nessa prova, ele liderou a corrida  desde o início até 1 metro antes da meta, altura em que foi ultrapassado pelo norte-americano Angelo Taylor que o superou em três centésimos de segundo.
Foi campeão asiático em 2000 e 2005 e ganhou a medalha de ouro nos Jogos Asiáticos de 2002, realizados em Busan.

## Recordes pessoais
- 200 metros - 21.17 s (2003)
- 110 m barreiras - 14.33 s (1997)
- 400 m barreiras - 47.53 s (2000)